# Evil Feed
Evil Feed é un film canadese del 2013 scritto, diretto e prodotto da Kimani Ray Smith.

## Trama
Un gruppo di giovani esperti di arti marziali s'infiltra in un ring sotterraneo, dove un perdente viene fatto a pezzi e mangiato.